# Courtney Smith (cyclisme)
Pour les articles homonymes, voir Courtney Smith et Smith.
Courtney Smith, née le 3 novembre 2000 à Durban, est une coureuse cycliste sud-africaine.

## Palmarès

### Championnats d'Afrique
- Casablanca 2018
  -  Médaillée de bronze de la course aux points
  -  Médaillée de bronze du scratch

- Le Caire 2021
  -  Médaillée de bronze de la poursuite individuelle
  -  Médaillée de bronze de la course aux points
  -  Médaillée de bronze de la course à l'élimination
  -  Médaillée de bronze de l'omnium